# 朱祐棌
趙莊王朱祐棌（1480年—1518年），明朝第二次封的第五代趙王，靖王朱見灂的庶第三子。朱祐棌在弘治五年（1492年）受封清流王。
因为两位兄长早夭，也没有嫡出且存活的兄弟，朱祐棌成为朱見灂默认的继承人。朱见灂因为偏爱小儿子朱祐朾，竟然诬陷朱祐棌犯了大逆之罪，因此被朝廷下诏指责。
弘治十六年（1503年），朱祐棌晉封趙王，在位十五年。正德十三年（1518年）朱祐棌去世，諡號莊，三年後其長子朱厚煜就嗣位。
| 大明封国国王          | 大明封国国王               | 大明封国国王            |
| --------------------- | -------------------------- | ----------------------- |
| 新頭銜 明朝弘治帝始封 | 明清流國國王 1492年—1503年 | 封國撤除 原因：晉封趙王 |
| 前任者： 父靖王朱見灂 | 明趙國國王 1503年－1518年  | 繼任： 子康王朱厚煜     |